# Sharko (roman)
Pour les articles homonymes, voir Sharko.
Sharko est un roman policier de Franck Thilliez, paru en 2017 aux éditions Fleuve noir.

## Présentation

### Résumé
Lucie Henebelle et Franck Sharko, unis dans la vie et par leur métier de flic, sont parents de deux petits garçons. Lucie tue un homme en dehors de toute procédure légale, et pour la protéger, son compagnon Franck maquille la scène de crime.
Leur métier les conduit à être affectés à l'enquête, et il leur est bien difficile de sauver leur intégrité et le fragile édifice qu’ils s’étaient efforcés de bâtir,.

### Personnages principaux
Pour son seizième roman, l'auteur réunit à nouveau ses personnages récurrents :
- Lucie Henebelle     : lieutenant à la PJ parisienne,
- Franck Sharko       : lieutenant à la PJ parisienne,
- Nicolas Bellanger   : ancien chef de Sharko, déclassé,
- Gregory Manien      : capitaine à la PJ, chef actuel de Sharko et Henebelle,
- Jacques Levallois   : lieutenant, collègue de Sharko à la PJ,
- Pascal Robillard    : lieutenant, collègue de Sharko à la PJ.

On trouve aussi :
- Julien Ramirez      : tué en tout début par Lucie.

### Éléments contextuels
Sabretooth, un des principaux clans de « vampyres » (avec un Y pour se différencier des vampires) mondiaux, existe vraiment. Il a pour fondateur et promoteur américain, l'écrivain Father Sebastiaan (en).
En Papouasie-Nouvelle-Guinée, la tribu des Koroba (Sorowai dans le livre) se transmettait par cannibalisme une maladie à prion, le Kuru.